# Atacames (cantão)
Atacames é um cantão do Equador localizado na província de Esmeraldas.
A capital do cantão é a cidade de Atacames.